# Прево (вулкан)
Вижте пояснителната страница за други значения на Прево.
Прево (Симушир-Фуджи, Превосте, Итанкиой, Шиншеридаке) е симетричен стратовулкан с кратер на върха. Намира се в средната част на остров Симушир, част от Централните Курилски острови, Русия.

## Разположение
Остров Симушир се състои от поредица от 6 вулкана, три от които са активни – Прево, Горяшчая сопка и Вулканът на Заварицки. Прево е разположен в подножието на хребета Олени, а върхът му се намира на 11 км от Тихоокеанския бряг и на 16 км югозападно от вулкана Уратман.
Тъй като Прево е разположен в подножието на хребета Олени, пирокластичните потоци успяват да потекат на запад едва когато върхът на вулкана се издига над хребета, който е с височина 400 – 500 м. Затова в посока Охотско море, те успяват да се разпространят едва на 4 км. Източните склонове на Прево обаче, по които се наблюдават застинали лавови потоци, безпрепятствено се спускат към Тихия океан.

## Описание
Вулканът Прево представлява почти съвсем правилен конус, напомнящ този на Фуджияма в Япония и по тази причина е наричан също Симушир-Фуджи. Височината му е 1360 м и е изграден главно от базалти. Върхът му завършва с овален кратер с размери 450 х 600 м, чийто ръб достига най-високата си точка в североизточната си част.
В кратера е поместен неголям вулканичен конус, стените на който доближават кратерните стени. Изграден е главно от пирокластични материали. На свой ред, той има собствен, дълбок, фуниевиден кратер, чийто диаметър е 350 м. Надолу е оформен дълбок кладенец с диаметър около 200 м. Дъното му е заето от малко кратерно езеро.
По вертикалните стени на този вътрешен конус се виждат редуващи се слоеве от застинала лава и пирокластични материали. Връхната му част е покрита с шлака, изпод която се показва началото на лавови потоци. В долната част те стават по-отчетливи и забележими, като най-младите от тях се открояват на южния му склон.
В историческо време са известни само две изригвания на Прево, вследствие на които потоци от лава достигат до северния и южния бряг на острова. По-млади следи от лавови потоци се забелязват на южния бряг, на страната на Тихия океан. Някои от носовете по Тихоокеанското крайбрежие, както и Носа на Полянски на Охотско море са създадени от изригналата от Прево лава, потоците на която се разпространяват на 4 – 5 км надолу.
В западното подножие на вулкана се издигат два неголеми, странични лавови купола, от които се спускат лавови потоци с дължина не повече от 1 км. Те са по-млади от основния конус, така че потоците от изригванията на Прево ги заобикалят и достигат до брега на Охотско море.
Подножието на вулкана е покрито с гъсти кедрови гори.

## Геология
Лавовите и пирокластични потоци от вулкана Прево са изградени главно от базалт. Фенокристалите са представени основно от лабрадор, непрозрачен оливин и големи кристали от авгит.

## Активност
Най-силното известно изригване става през 1765 ± 5 години с вулканичен експлозивен индекс 3. Тогава горещи пирокластични потоци унищожават цялата растителност в подножието на вулкана. Следващо слабо изригване с ВЕИ = 2 става през 1820 ± 25 г. През първата половина на 19 век се наблюдават слаби изригвания, а през 1914 – активна фумаролна дейност. В наше време вулканът не проявява никакви признаци на активност, не се наблюдава даже и минимална фумаролна активност, но това не изключва възможността за бъдещо активиране.